# 其樂

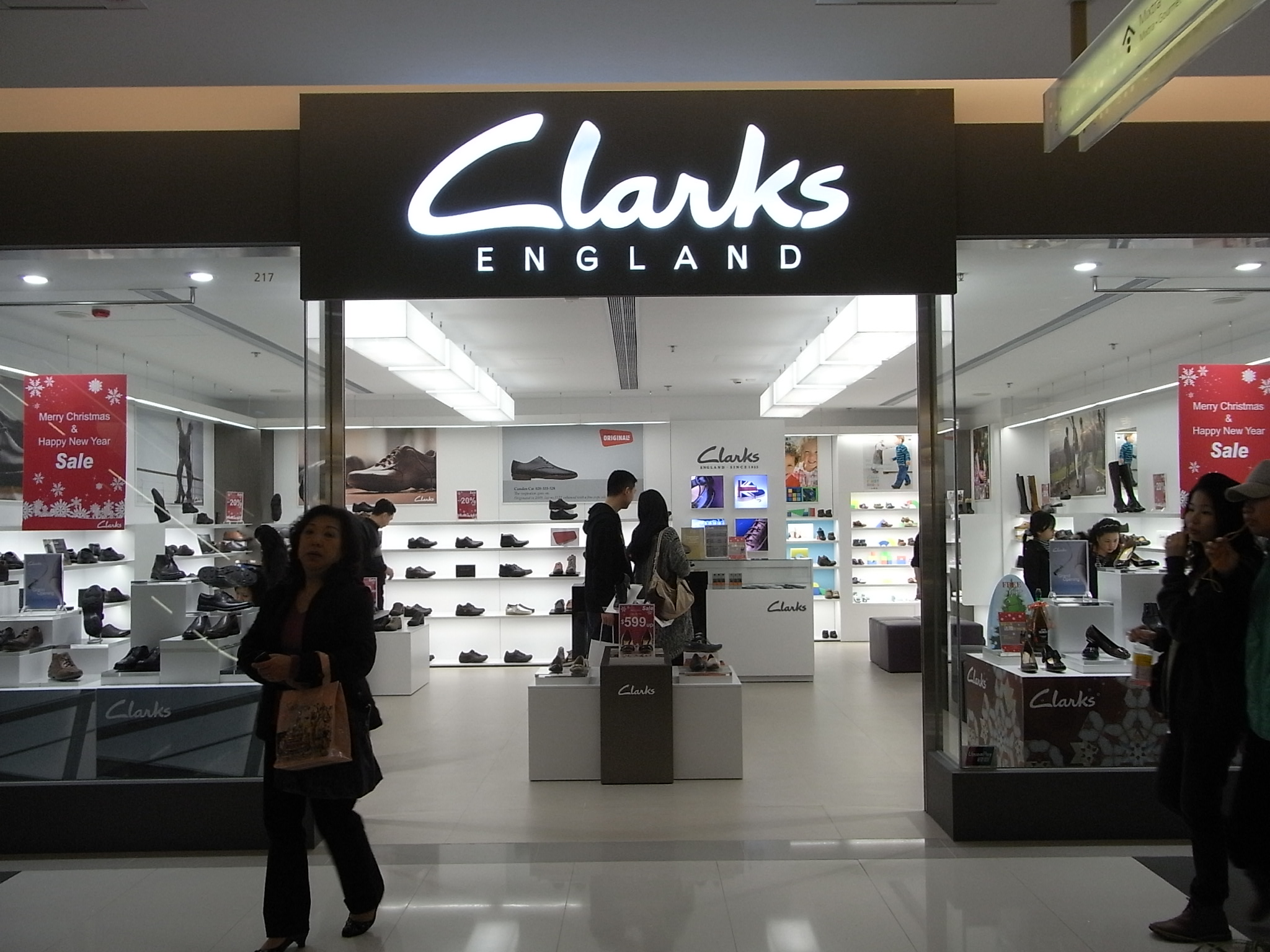
其樂K11分店

其乐公司（C. and J. Clark，简称Clarks）是英国一家著名鞋业公司。

## 历史
始于1825年。其乐为英女王御用品牌，以舒适耐用的皮鞋闻名于欧洲。创始人为Cyrus Clark和James Clark两名贵格兄弟，他们在英国萨默塞特郡利用羊皮生产皮鞋及拖鞋起家。